# Król szczurów (powieść)
Król szczurów – powieść Jamesa Clavella wydana w 1962 roku, oparta na osobistych przeżyciach autora w japońskim obozie jenieckim w Singapurze podczas II wojny światowej.
Jest to pierwsza część tzw. Azjatyckiej Sagi Clavella – serii, do której zaliczają się, między innymi: Shōgun i Tai-Pan. Niektórzy bohaterowie „Króla szczurów” występują też w innej części Sagi Azjatyckiej, Noble House.

## Fabuła
Akcja powieści rozpoczyna się na początku 1945 roku w obozie jenieckim Changi w Singapurze. Tytułowy Król jest kapralem armii amerykańskiej, który w obozie zajmuje się pośrednictwem w czarnorynkowym handlu między więźniami, japońskimi strażnikami i miejscową ludnością. Z tego powodu prowadzi bardzo wygodne – jak na warunki obozowe – życie, podczas gdy pozostali jeńcy cierpią głód i masowo umierają z powodu chorób i wyczerpania ciężką pracą.
Król zwraca uwagę na młodego brytyjskiego kapitana lotnictwa, Petera Marlowe’a, który zna język malajski. Marlowe szybko zaprzyjaźnia się z Królem i tym sposobem zaczyna uczestniczyć w jego interesach (choć początkowo odmawia). To sprawia, że młody kapitan zaczyna mieć problemy z Robinem Greyem, brytyjskim porucznikiem, który obsesyjnie próbuje utrzymać porządek w obozie i jest zaprzysięgłym wrogiem Króla.

### Główne wątki
Powieść opisuje stopniową degradację żołnierzy pod wpływem trudnych warunków panujących w obozie: braków najpotrzebniejszych rzeczy, głodu. Żołnierze przestają wyglądać i zachowywać się normalnie, przełamują kolejne tabu. Jedną z możliwych reakcji na „kryzys” jest postawa Króla, który dokonuje wątpliwych moralnie interesów, ale za to wygląda i zachowuje się tak, jak żołnierze przed wzięciem do niewoli.
Król uważa, że należy mu się więcej niż innym więźniom, ponieważ jest bardziej zaradny (jednocześnie wciąga do współpracy i w ten sposób pomaga przeżyć tym, którzy akceptują jego działania). Z drugiej strony Grey, który wierzy w utrzymanie wojskowej dyscypliny wśród żołnierzy i czyha na moment, gdy udowodni Królowi złamanie obozowych przepisów.
Autor, podobnie jak Marlowe (postać, której był pierwowzorem) akceptuje postępowanie Króla. Chociaż początkowo odmawia udziału w jego handlowych interesach, w końcu dochodzi do wniosku, że Król nie jest złodziejem, ale dzięki czarnemu rynkowi pomaga przeżyć innym.

### Inne wątki
Oprócz konfrontacji pomiędzy postawą Króla i Greya, autor opisuje odmienne postawy przedstawicieli 3 głównych grup narodowych jeńców: arystokratycznych Brytyjczyków, plebejskich Australijczyków oraz egalitarnych Amerykanów. Ujawnia także animozje między zwykłymi żołnierzami a oficerami.

## Adaptacja filmowa
W roku 1965 powstała ekranizacja powieści, wyreżyserowana przez Bryana Forbesa. W roli Króla wystąpił George Segal.